# Hooks (Texas)
Hooks é uma cidade localizada no estado norte-americano do Texas, no Condado de Bowie.

## Demografia
Segundo o censo norte-americano de 2000, a sua população era de 2973 habitantes.
Em 2006, foi estimada uma população de 2938, um decréscimo de 35 (-1.2%).

## Geografia
De acordo com o United States Census Bureau tem uma área de
5,3 km², dos quais 5,3 km² cobertos por terra e 0,0 km² cobertos por água. Hooks localiza-se a aproximadamente 112 m acima do nível do mar.

## Localidades na vizinhança
O diagrama seguinte representa as localidades num raio de 16 km ao redor de Hooks.